# Восточно-средненемецкие диалекты
Восточно-средненеме́цкие диале́кты (нем. Ostmitteldeutsch) — группа немецких диалектов, наряду с западно-средненемецкими диалектами входящая в состав средненемецких диалектов. Они распространены в восточных федеральных землях Германии, причём около 70 % жителей этих земель используют эти диалекты.
В составе восточно-средненемецких диалектов выделяют берлинско-бранденбургскую, лужицкую и тюрингско-верхнесаксонскую диалектные группы, а также силезский и верхнепрусский диалекты. Тюрингские диалекты, находящиеся на стыке западно- и восточно-средненемецких диалектов, либо относят к восточной группе, либо определяют как самостоятельную в рамках тюрингско-южносаксонской группы. Некоторые диалекты восточно-средненемецкой группы, существовавшие до 1945 года в районе Силезии, Восточной Пруссии или Судетах, вымерли.